# Kick-Ass 2 (film)
Kick-Ass 2 è un film del 2013 scritto e diretto da Jeff Wadlow.
Con protagonisti Aaron Taylor-Johnson, Chloë Grace Moretz, Christopher Mintz-Plasse e Jim Carrey, è il sequel del film del 2010 Kick-Ass ed è tratto dell'omonimo fumetto scritto da Mark Millar ed illustrato da John Romita Jr..

## Trama
Dave Lizewski si è ritirato dalla lotta contro il crimine rinunciando al suo costume di Kick-Ass. Le sue azioni hanno però ispirato altri cittadini a diventare supereroi della vita reale. Dave si rivolge a Mindy MacReady per avere un addestramento prima di tornare ad essere Kick-Ass e unirsi al club di questi nuovi supereroi. La fidanzata di Dave, Katie Deauxma, si accorge del suo strano comportamento e, pensando che la stia tradendo con Mindy, lo lascia. Nei panni di Kick-Ass Dave viene accolto alla Justice Forever, gestita dal Colonnello Stars and Stripes. Intanto Chris D'Amico, dopo avere involontariamente ucciso sua madre, decide di voltare le spalle alla sua precedente incarnazione da eroe e di diventare il primo supercattivo della vita reale, facendosi chiamare Motherfucker, con l'obiettivo di vendicarsi di Kick-Ass che aveva abbattuto suo padre Frank.
La Justice Forever serve la comunità, inizialmente dando da mangiare ai poveri e pattugliando le strade, in seguito distruggendo un bordello illegale. Durante i servizi nella Justice Forever, Kick-Ass inizia ad avere un rapporto amoroso con la vigilantessa Night Bitch. Nel frattempo Marcus propone a Mindy di aprirsi con le ragazze della scuola andando al pigiama party organizzata da Brooke. Più avanti Mindy prova ad uscire con un ragazzo, ma questo si rivela un complice di Brooke e l'abbandona nel bel mezzo di un bosco costringendola a tornare a piedi. Mindy in seguito si vendica di Brooke utilizzando un dispositivo che le provoca vomito involontario a scuola.
Nel frattempo Motherfucker, dopo aver assistito alla morte del suo assistente Javier per mano di suo zio Rocco, fonda anche lui un'organizzazione di criminali mascherati nota come "Toxic Megacunts" e come primo colpo contro la Justice Forever riesce a uccidere il Colonnello Stars and Stripes. Continua poi facendo rapire Night Bitch e cercando di stuprarla. Quando giunge la polizia sulla scena, Mother Russia uccide brutalmente diversi agenti mentre fuggono via. La carneficina dei poliziotti causa uno scandalo e le forze dell'ordine si danno l'incarico di arrestare qualunque individuo mascherato a piede libero, supereroe o supercattivo che sia.
A peggiorare le cose Todd si unisce ai Toxic Megacunts, e da lui Motherfucker apprende che l'individuo arrestato dalla polizia non è Dave ma suo padre. Il malvagio fa uccidere in galera il padre di Dave e gli invia una foto rivelando di essere Chris D'Amico. Dave, psicologicamente distrutto da tutti questi disastri, decide di non indossare mai più il costume di Kick-Ass. Durante il funerale del signor Lizewski, dove sono presenti gli altri membri della Justice Forever in lutto per Dave, i seguaci dei Toxic Megacunts li assalgono e riescono a rapire Dave portandolo via in un camioncino, ma a salvarlo interviene Mindy, che abbatte i criminali al termine di uno spericolato inseguimento. Dave ha un ripensamento e Mindy lo convince a tornare ad essere Kick-Ass, così, i membri sopravvissuti della Justice Forever iniziano a prepararsi per la battaglia finale contro i Toxic Megacunts.
Nello scontro che segue, Hit-Girl riesce ad uccidere Mother Russia, dopo un estenuante corpo a corpo, grazie ad una dose di adrenalina mentre Kick-Ass affronta Motherfucker sul tetto del covo di quest'ultimo, che – al termine del duello – precipita nella vasca dello squalo nel covo e viene sbranato. Una volta conclusasi la faida contro i Toxic Megacunts, la Justice Forever decide di sciogliersi: ognuno dei membri proseguirà da solo la sua battaglia contro il crimine. Mindy è costretta a trasferirsi fuori città con Marcus, mentre Dave sceglie di continuare a essere Kick-Ass preparandosi un costume nuovo.
In una scena dopo i titoli di coda, viene rivelato che Motherfucker è sopravvissuto, ma è ricoverato in ospedale con il corpo brutalmente mutilato dallo squalo e implora aiuto per raggiungere la sua cannuccia d'acqua e dissetarsi.

## Promozione
Il primo Red Band Trailer ufficiale del film venne distribuito dalla Universal Pictures il 13 marzo 2013. Il successivo 27 marzo venne inoltre distribuito un secondo trailer con protagonista il personaggio di Hit-Girl, seguito poche ore dopo anche dalla versione in italiano dello stesso.

## Distribuzione
Il film doveva essere distribuito nei cinema statunitensi a partire dal 28 giugno 2013, ma successivamente la Universal Pictures decise di spostare la data di uscita al successivo 16 agosto. La pellicola doveva quindi essere distribuita in anteprima nelle sale britanniche a partire dal 19 luglio 2013, ma anche nel Regno Unito la data di uscita venne posticipata, ed il film è stato quindi distribuito in anteprima a partire dal 14 agosto 2013. In Italia il film è stato distribuito a partire dal 15 agosto.

## Accoglienza

### Incassi
A fronte di un budget di 28 milioni di dollari, nel primo weekend di distribuzione Kick-Ass 2 venne proiettato in 2 940 sale statunitensi, generando un incasso pari a 13 332 955 dollari. L'incasso totale del film è stato di 60 795 985 $, di cui 28 795 985 $ provenienti dai botteghini statunitensi.

### Critica
Sull'aggregatore di recensioni Rotten Tomatoes, il film ha un punteggio di approvazione pari al 32% basato su 211 recensioni professionali, con un voto medio di 4,9 su 10. Il consenso critico recita: «Kick-Ass 2 non riesce a emulare la miscela unica di ultraviolenza e umorismo ironico dell'originale». Su Metacritic, la pellicola ha ottenuto un punteggio di 41 su 100 basato su 35 recensioni critiche, indicando «recensioni miste o nella media».